# Schwabinger See

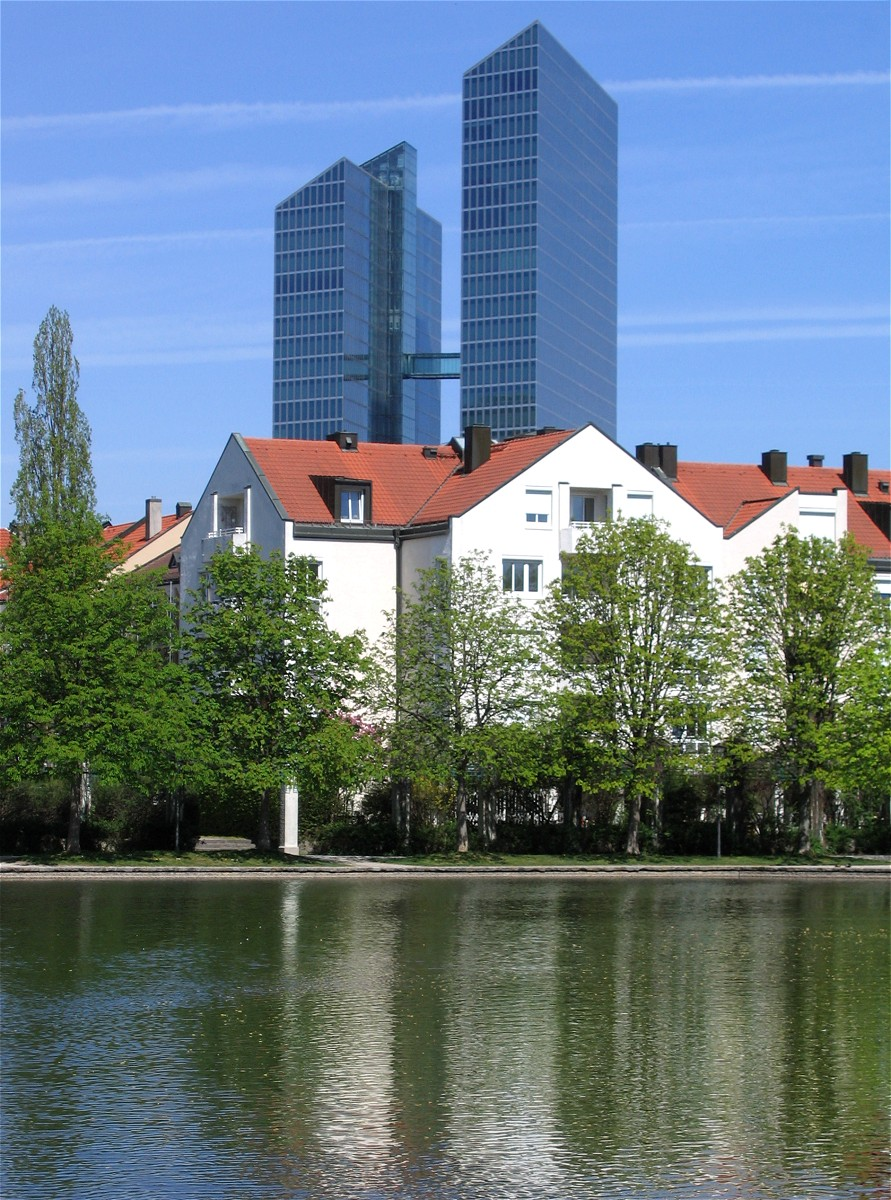
Schwabinger See,
im Hintergrund die Highlight Towers

Der Schwabinger See ist ein künstlich angelegter See in Schwabing in München. Er liegt nordwestlich des Ungererbades zwischen der Traubestraße, Schinkelstraße und dem westlichen Abschnitt der Berliner Straße. Auf dem Gelände befand sich zuvor der Schwabinger Güterbahnhof.
Es handelt sich um einen künstlich angelegten See, der im Zuge der durch die Münchener Rückversicherungs-Gesellschaft erstellten Bebauung des Geländes Ende der 1980er Jahre gebaut wurde. Der See hat eine L-Form und eine Fläche von rund 2,7 ha. Der See wird vom Nymphenburg-Biedersteiner Kanal, der an dieser Stelle Schwarze Lacke heißt, vom Nordwest-Ufer her durchflossen; er verlässt den See an seinem Südufer wieder, fließt durch das angrenzende Ungererbad und von dort weiter in den Schwabinger Bach im Englischen Garten.
Rund um das Ufer befinden sich breite, meist gekieste Wegflächen, auf der Nordseite des Sees wurde eine gepflasterte Uferpromenade mit Sitzgelegenheiten und angrenzenden Baumreihen geschaffen. Im See befinden sich zwei für den Menschen unzugängliche Inseln, die als Rückzugsgebiet für die am See lebenden Wasservögel dienen.